# Saaristoa
Saaristoa Millidge, 1978 è un genere di ragni appartenente alla famiglia Linyphiidae.

## Etimologia
Il nome del genere è in onore dell'aracnologo finlandese Michael Ilmari Saaristo (1938-2008).

## Distribuzione
Le cinque specie oggi note di questo genere sono state reperite prevalentemente nella regione olartica: la specie dall'areale più vasto è la S. abnormis, rinvenuta in diverse località dell'intera regione paleartica.

## Tassonomia
Per la determinazione delle caratteristiche della specie tipo sono tenute in considerazione le analisi sugli esemplari di Oreonetides abnormis (Blackwall, 1841).
Dal 1996 non sono stati esaminati esemplari di questo genere.
A dicembre 2012, si compone di cinque specie:
- Saaristoa abnormis (Blackwall, 1841)[3] — Regione paleartica
- Saaristoa ebinoensis (Oi, 1979) — Giappone
- Saaristoa firma (O. P.-Cambridge, 1905) — Europa
- Saaristoa nipponica (Saito, 1984) — Giappone
- Saaristoa sammamish (Levi & Levi, 1955) — USA

### Sinonimi
- Saaristoa higoensis (Saito, 1984), posta in sinonimia con S. ebinoensis (Oi, 1979) a seguito di un lavoro degli aracnologi Ono, Matsuda & Saito del 2009[1].
- Saaristoa icterica (Thorell, 1875); trasferita dal genere Lepthyphantes Menge, 1866 e posta in sinonimia con S. abnormis (Blackwall, 1841) a seguito di un lavoro di Holm (1977c), quando aveva la denominazione di Oreonetides abnormis[1].